# Linda Gamble
Linda Gamble, född 11 september 1939 i Pittsburgh, Pennsylvania, är en amerikansk fotomodell. Hon utsågs till herrtidningen Playboys Playmate of the Month för april 1960 och till Playmate of the Year för 1961.